# Johnny Sauter
Pour les articles homonymes, voir Sauter.
Statistiques en NASCAR Cup Series
Dernière mise à jour : 7 août 2013 
Johnny Sauter (né le 1er mai 1978 à Necedah, Wisconsin) est un pilote américain de NASCAR.
Il participe à la Camping World Truck Series sur la voiture no 13 de l'équipe ThorSport Racing.